# Serie A2 1996-1997 (rugby a 15)
La serie A2 1996-97 fu il 63º campionato di seconda divisione di rugby a 15 in Italia.
Si tenne dal 15 settembre 1996 al 20 aprile 1997 tra 16 squadre ripartite in 2 gironi paritetici da 8 squadre ciascuna nella prima fase, che servì a determinare la composizione dei gironi della seconda fase con cui furono stabilite promozioni e retrocessioni.
Il campionato fu vinto dalle Fiamme Oro, al ritorno in massima divisione 19 anni dopo l'ultima apparizione nel 1978, che coincise con lo scioglimento della squadra prima della sua ricostruzione a Milano qualche anno dopo, cui fece seguito il trasferimento alla Caserma Gelsomini di Ponte Galeria a Roma.
Ad affiancare i poliziotti fu il Piacenza, giunto secondo nella poule promozione e, insieme ad essi, ammesso ai play-off scudetto della serie A1.
A retrocedere in serie B furono 6 squadre, le ultime piazzate delle due poule salvezza: CUS Genova, CUS Roma, Lyons, Noceto, Segni e Zagara.

## Squadre partecipanti

### Girone A
| Club       | Sponsor      | Città    | Impianto interno                   |
| ---------- | ------------ | -------- | ---------------------------------- |
| Brescia    |              | Brescia  | Stadio Invernici                   |
| CUS Genova | Traco        | Genova   | Stadio Carlini                     |
| Fiamme Oro |              | Roma     | C.S. P.S. Ponte Galeria            |
| Lyons      |              | Piacenza | Stadio comunale Walter Beltrametti |
| Noceto     | Sgk          | Noceto   | Stadio Nando Capra                 |
| Piacenza   | CariPiacenza | Piacenza | Stadio Beltrametti                 |
| Partenope  |              | Napoli   | Stadio Collana                     |
| Tarvisium  |              | Treviso  | Campo San Paolo                    |

### Girone B
| Club       | Sponsor   | Città   | Impianto interno     |
| ---------- | --------- | ------- | -------------------- |
| CUS Padova |           | Padova  | Impianti Piovego     |
| CUS Roma   |           | Roma    | Stadio Tor di Quinto |
| Mirano     | Everap    | Mirano  | Stadio di rugby      |
| Paese      |           | Paese   | Stadio Visentin      |
| Parma      | CariParma | Parma   | Stadio f.lli Cervi   |
| Segni      |           | Segni   |                      |
| Viadana    | Arix      | Viadana | Stadio Zaffanella    |
| Zagara     |           | Catania | Stadio Goretti       |

## Formula
Nella prima fase le 16 squadre furono ripartite su due gironi all'italiana da 8 squadre ciascuno, in ognuno delle quali esse si incontrarono con gare di andata e ritorno.
Al termine della prima fase, le prime tre classificate di ciascun girone andarono a formare la poule scudetto di sei squadre; le ultime tre classificate di ordine pari di ognuno dei due gironi andò a formare con le ultime due di ordine dispari le due pool salvezza da cinque squadre ciascuna.
La vincitrice e la seconda classificata della poule promozione furono ammesse in serie A1 per la stagione successiva e parteciparono ai play-off scudetto della stagione in corso; le ultime tre di ciascuna poule salvezza retrocedettero in serie B.

## Prima fase

### Girone A
|       | 1ª/8ª giornata          |       |
| ----- | ----------------------- | ----- |
| 73-21 | Piacenza - CUS Genova   | 18-6  |
| 50-17 | Fiamme Oro - Tarvisium  | 25-13 |
| 21-17 | Brescia - Lyons         | 36-5  |
| 33-9  | Partenope - Noceto      | 6-29  |
|       |                         |       |
|       | 4ª/11ª giornata         |       |
| 38-13 | Tarvisium - CUS Genova  | 20-20 |
| 22-12 | Fiamme Oro - Partenope  | 23-19 |
| 21-31 | Noceto - Brescia        | 13-16 |
| 13-33 | Lyons - Piacenza        | 0-37  |
|       |                         |       |
|       | 7ª/14ª giornata         |       |
| 33-15 | Piacenza - Partenope    | 30-0  |
| 27-17 | Tarvisium - Brescia     | 7-14  |
| 31-14 | Noceto - Lyons          | 8-24  |
| 28-48 | CUS Genova - Fiamme Oro | 7-31  |

|       | 2ª/9ª giornata        |       |
| ----- | --------------------- | ----- |
| 36-7  | Tarvisium - Partenope | 15-16 |
| 6-53  | Noceto - Piacenza     | 14-36 |
| 20-25 | CUS Genova - Brescia  | 32-36 |
| 18-19 | Lyons - Fiamme Oro    | 32-48 |
|       |                       |       |
|       | 5ª/12ª giornata       |       |
| 31-31 | Piacenza - Fiamme Oro | 25-22 |
| 50-20 | Tarvisium - Noceto    | 24-6  |
| 26-14 | Brescia - Partenope   | 12-12 |
| 53-12 | CUS Genova - Lyons    | 22-19 |

|       | 3ª/10ª giornata        |       |
| ----- | ---------------------- | ----- |
| 15-43 | Brescia - Fiamme Oro   | 18-41 |
| 94-3  | CUS Genova - Noceto    | 16-21 |
| 35-26 | Partenope - Lyons      | 16-10 |
| 27-13 | Piacenza - Tarvisium   | 27-21 |
|       |                        |       |
|       | 6ª/13ª giornata        |       |
| 102-6 | Fiamme Oro - Noceto    | 12-13 |
| 27-25 | Brescia - Piacenza     | 6-27  |
| 26-22 | Partenope - CUS Genova | 5-32  |
| 11-18 | Lyons - Tarvisium      | 13-17 |

#### Classifica
|  |    | Squadra    | G  | V  | N | P  | PF  | PS  | P±   | B | Pt |
|  | -- | ---------- | -- | -- | - | -- | --- | --- | ---- | - | -- |
|  | 1. | Piacenza   | 14 | 12 | 1 | 1  | 475 | 195 | 280  | 0 | 25 |
|  | 2. | Fiamme Oro | 14 | 11 | 1 | 2  | 517 | 254 | 263  | 0 | 23 |
|  | 3. | Brescia    | 14 | 9  | 1 | 4  | 300 | 304 | −4   | 0 | 19 |
|  | 4. | Tarvisium  | 14 | 7  | 1 | 6  | 316 | 266 | 50   | 0 | 15 |
|  | 5. | Partenope  | 14 | 5  | 1 | 8  | 216 | 325 | −109 | 0 | 11 |
|  | 6. | CUS Genova | 14 | 4  | 1 | 9  | 385 | 375 | 10   | 0 | 9  |
|  | 7. | Noceto     | 14 | 4  | 0 | 10 | 200 | 511 | −311 | 0 | 8  |
|  | 8. | Lyons      | 14 | 1  | 0 | 13 | 214 | 394 | −180 | 0 | 2  |

### Girone B
|       | 1ª/8ª giornata        |       |
| ----- | --------------------- | ----- |
| 9-18  | Mirano - Viadana      | 10-19 |
| 38-6  | Paese - Zagara        | 30-29 |
| 11-22 | Segni - CUS Padova    | 20-63 |
| 29-21 | Parma - CUS Roma      | 17-23 |
|       |                       |       |
|       | 4ª/11ª giornata       |       |
| 8-9   | Paese - Parma         | 16-10 |
| 17-26 | CUS Padova - CUS Roma | 22-22 |
| 24-20 | Zagara - Mirano       | 10-47 |
| 54-25 | Viadana - Segni       | 24-11 |
|       |                       |       |
|       | 7ª/14ª giornata       |       |
| 26-21 | CUS Padova - Paese    | 12-35 |
| 13-19 | Segni - Parma         | 10-24 |
| 40-10 | Viadana - Zagara      | 19-31 |
| 28-32 | CUS Roma - Mirano     | 3-62  |

|       | 2ª/9ª giornata       |       |
| ----- | -------------------- | ----- |
| 26-15 | CUS Padova - Mirano  | 30-16 |
| 9-15  | Zagara - Parma       | 9-41  |
| 25-16 | Viadana - Paese      | 35-31 |
| 20-20 | CUS Roma - Segni     | 12-8  |
|       |                      |       |
|       | 5ª/12ª giornata      |       |
| 19-18 | CUS Padova - Viadana | 19-17 |
| 34-22 | Segni - Paese        | 20-39 |
| 24-12 | Parma - Mirano       | 3-21  |
| 24-15 | CUS Roma - Zagara    | 13-16 |

|       | 3ª/10ª giornata     |       |
| ----- | ------------------- | ----- |
| 32-42 | CUS Roma - Viadana  | 11-49 |
| 19-27 | Mirano - Paese      | 3-67  |
| 31-16 | Parma - CUS Padova  | 15-12 |
| 26-12 | Segni - Zagara      | 23-25 |
|       |                     |       |
|       | 6ª/13ª giornata     |       |
| 22-12 | Mirano - Segni      | 28-40 |
| 28-8  | Paese - CUS Roma    | 29-10 |
| 15-16 | Parma - Viadana     | 12-24 |
| 29-32 | Zagara - CUS Padova | 7-59  |

#### Classifica
|  |    | Squadra    | G  | V  | N | P  | PF  | PS  | P±   | B | Pt |
|  | -- | ---------- | -- | -- | - | -- | --- | --- | ---- | - | -- |
|  | 1. | Viadana    | 14 | 11 | 0 | 3  | 400 | 251 | 149  | 0 | 22 |
|  | 2. | CUS Padova | 14 | 9  | 1 | 4  | 364 | 280 | 84   | 0 | 19 |
|  | 3. | Paese      | 14 | 9  | 0 | 5  | 407 | 246 | 161  | 0 | 18 |
|  | 4. | Parma      | 14 | 9  | 0 | 5  | 264 | 210 | 54   | 0 | 18 |
|  | 5. | Mirano     | 14 | 5  | 0 | 9  | 316 | 331 | −15  | 0 | 10 |
|  | 6. | CUS Roma   | 14 | 4  | 2 | 8  | 253 | 386 | −133 | 0 | 10 |
|  | 7. | Zagara     | 14 | 4  | 0 | 10 | 232 | 427 | −195 | 0 | 8  |
|  | 8. | Segni      | 14 | 3  | 1 | 10 | 273 | 386 | −113 | 0 | 7  |

## Seconda fase

### Poule salvezza 1
|       | 1ª/6ª giornata      |       |
| ----- | ------------------- | ----- |
| 46-10 | Mirano - Lyons      | 25-19 |
| 20-13 | Zagara - CUS Genova | 6-26  |
| Rip.  | Tarvisium           |       |
|       |                     |       |
|       | 4ª/9ª giornata      |       |
| 44-29 | CUS Genova - Lyons  | 49-18 |
| 16-7  | Zagara - Tarvisium  | 6-14  |
| Rip.  | Mirano              |       |

|       | 2ª/7ª giornata      |       |
| ----- | ------------------- | ----- |
| 42-30 | CUS Genova - Mirano | 18-22 |
| 17-29 | Lyons - Tarvisium   | 11-49 |
| Rip.  | Zagara              |       |
|       |                     |       |
|       | 5ª/10ª giornata     |       |
| 24-20 | Lyons - Zagara      | 21-52 |
| 3-3   | Tarvisium - Mirano  | 14-36 |
| Rip.  | CUS Genova          |       |

|       | 3ª/8ª giornata         |       |
| ----- | ---------------------- | ----- |
| 53-8  | Mirano - Zagara        | 33-37 |
| 30-23 | Tarvisium - CUS Genova | 24-23 |
| Rip.  | Lyons                  |       |

#### Classifica
|  |    | Squadra    | G | V | N | P | PF  | PS  | P±   | B | Pt |
|  | -- | ---------- | - | - | - | - | --- | --- | ---- | - | -- |
|  | 1. | Mirano     | 8 | 5 | 1 | 2 | 248 | 151 | 97   | 0 | 11 |
|  | 2. | Tarvisium  | 8 | 5 | 1 | 2 | 170 | 135 | 35   | 0 | 11 |
|  | 3. | CUS Genova | 8 | 4 | 0 | 4 | 238 | 179 | 59   | 0 | 8  |
|  | 4. | Zagara     | 8 | 4 | 0 | 4 | 165 | 191 | −26  | 0 | 8  |
|  | 5. | Lyons      | 8 | 1 | 0 | 7 | 149 | 314 | −165 | 0 | 2  |

### Poule salvezza 2
|       | 1ª/6ª giornata       |       |
| ----- | -------------------- | ----- |
| 20-9  | Noceto - Parma       | 15-15 |
| 31-3  | Segni - CUS Roma     | 20-21 |
| Rip.  | Partenope            |       |
|       |                      |       |
|       | 4ª/9ª giornata       |       |
| 66-11 | Partenope - CUS Roma | 46-21 |
| 31-21 | Noceto - Segni       | 23-26 |
| Rip.  | Parma                |       |

|       | 2ª/7ª giornata     |       |
| ----- | ------------------ | ----- |
| 33-10 | Parma - Segni      | 17-7  |
| 48-25 | Partenope - Noceto | 24-24 |
| Rip.  | CUS Roma           |       |
|       |                    |       |
|       | 5ª/10ª giornata    |       |
| 27-16 | CUS Roma - Noceto  | 10-28 |
| 25-15 | Parma - Partenope  | 23-8  |
| Rip.  | Segni              |       |

|       | 3ª/8ª giornata    |       |
| ----- | ----------------- | ----- |
| 14-30 | CUS Roma - Parma  | 10-38 |
| 30-13 | Segni - Partenope | 3-23  |
| Rip.  | Noceto            |       |

#### Classifica
|  |    | Squadra   | G | V | N | P | PF  | PS  | P±   | B | Pt |
|  | -- | --------- | - | - | - | - | --- | --- | ---- | - | -- |
|  | 1. | Parma     | 8 | 6 | 1 | 1 | 190 | 99  | 91   | 0 | 13 |
|  | 2. | Partenope | 8 | 4 | 1 | 3 | 243 | 162 | 81   | 0 | 9  |
|  | 3. | Noceto    | 8 | 3 | 2 | 3 | 182 | 180 | 2    | 0 | 8  |
|  | 4. | Segni     | 8 | 3 | 0 | 5 | 148 | 164 | −16  | 0 | 6  |
|  | 5. | CUS Roma  | 8 | 2 | 0 | 6 | 117 | 275 | −158 | 0 | 4  |

### Poule promozione
|       | 1ª/6ª giornata        |       |
| ----- | --------------------- | ----- |
| 40-23 | Viadana - Brescia     | 32-26 |
| 30-21 | Piacenza - CUS Padova | 27-18 |
| 31-25 | Fiamme Oro - Paese    | 18-29 |
|       |                       |       |
|       | 4ª/9ª giornata        |       |
| 21-23 | Piacenza - Brescia    | 46-24 |
| 12-43 | Viadana - Fiamme Oro  | 26-38 |
| 17-20 | CUS Padova - Paese    | 24-38 |

|       | 2ª/7ª giornata        |       |
| ----- | --------------------- | ----- |
| 13-34 | Brescia - Fiamme Oro  | 8-45  |
| 6-6   | CUS Padova - Viadana  | 3-18  |
| 12-35 | Paese - Piacenza      | 17-24 |
|       |                       |       |
|       | 5ª/10ª giornata       |       |
| 60-22 | Fiamme Oro - Piacenza | 0-41  |
| 10-15 | Brescia - CUS Padova  | 5-65  |
| 25-18 | Paese - Viadana       | 22-20 |

|       | 3ª/8ª giornata          |       |
| ----- | ----------------------- | ----- |
| 35-27 | Viadana - Piacenza      | 6-23  |
| 32-36 | Brescia - Paese         | 15-45 |
| 29-12 | Fiamme Oro - CUS Padova | 30-22 |

#### Classifica
|  |    | Squadra    | G  | V | N | P | PF  | PS  | P±   | B | Pt |
|  | -- | ---------- | -- | - | - | - | --- | --- | ---- | - | -- |
|  | 1. | Fiamme Oro | 10 | 8 | 0 | 2 | 328 | 210 | 118  | 0 | 16 |
|  | 2. | Piacenza   | 10 | 7 | 0 | 3 | 296 | 216 | 80   | 0 | 14 |
|  | 3. | Paese      | 10 | 7 | 0 | 3 | 269 | 234 | 35   | 0 | 14 |
|  | 4. | Viadana    | 10 | 4 | 1 | 5 | 213 | 236 | −23  | 0 | 9  |
|  | 5. | CUS Padova | 10 | 2 | 1 | 7 | 203 | 213 | −10  | 0 | 5  |
|  | 6. | Brescia    | 10 | 1 | 0 | 9 | 179 | 379 | −200 | 0 | 2  |

## Verdetti
- Fiamme Oro e Piacenza: ammesse ai play-off scudetto serie A1 1996-97
- Fiamme Oro e Piacenza: promosse in serie A1 1997-98
- CUS Genova, CUS Roma, Lyons, Noceto, Segni e Zagara: retrocesse in serie B 1997-98